# Gabriele Calindri
Gabriele Calindri (Milano, 2 marzo 1960) è un doppiatore, dialoghista e direttore del doppiaggio italiano.

## Biografia
Figlio del famoso attore Ernesto Calindri  (1909-1999) e dell'attrice Roberta Mari (1917-1993), è stato sposato con l'attrice Elisabetta Ratti.
Ha studiato arti marziali ed è regista di numerose rappresentazioni teatrali. Inoltre lavora anche come direttore del doppiaggio e come adattatore ai dialoghi italiani.
Tra i vari attori doppiati: Jason David Frank (Tommy Oliver) in Power Rangers, Alan Ruck in Una gorilla per amica, Sebastian Harrison in Love Me Licia e Christopher Keene Kelly in La signora del West.

## Doppiaggio

### Film
- Jason David Frank in Power Rangers - Il film e Turbo Power Rangers - Il film
- Alan Ruck in Una gorilla per amica
- Damian Dibben in I'll Sleep When I'm Dead
- Julian Rhind-Tutt in The Trench - La trincea
- David Conrad in A Natale tutto è possibile
- Hae-il Park in Memories of Murder
- Xavier de Guillebon in Il complicato mondo di Nathalie
- Hans Nielsen in La tragedia del Titanic (1943)

### Film d'animazione
- Fred Jones in Scooby-Doo e l'isola degli zombie, Scooby-Doo e il fantasma della strega, Scooby-Doo e il viaggio nel tempo, Scooby-Doo e la leggenda del vampiro, Scooby-Doo e il terrore del Messico, Scooby-Doo e il mostro di Loch Ness, Aloha, Scooby-Doo! e Scooby-Doo e la mummia maledetta
- Henpeita Takechi in Gintama the Movie: A New Translation - Capitolo di Benizakura, Gintama the Movie: The Final
- Fish (Aphrodite dei Pesci) in I Cavalieri dello zodiaco - La leggenda dei guerrieri scarlatti
- Nettuno in I Cavalieri dello zodiaco - L'ultima battaglia
- Ioria del Leone in I Cavalieri dello zodiaco - La leggenda del Grande Tempio
- Shin in Ken il guerriero - La leggenda di Julia
- Joe Higashi in Fatal Fury: La leggenda del lupo famelico, Fatal Fury 2 - La sfida di Wolfgang Krauser, Fatal Fury: The Motion Picture
- Tristan Taylor in Yu-Gi-Oh! - Il film
- Needles in One Piece - Trappola mortale
- Duke in Balto - Sulle ali dell'avventura
- Dave Seville in Alvin e i Chipmunks incontrano Frankenstein, Alvin e i Chipmunks incontrano l'Uomo Lupo
- Athos in La grande avventura di Aramis
- Scrooge in Il Canto di Natale di Tom and Jerry
- Professore Ippy in Beavis & Butt-Head alla conquista dell'America
- Orochimaru in Naruto Shippuden - Il maestro e il discepolo
- L'oracolo in È arrivato il Broncio

### Serie televisive
- Sebastian Harrison in Love Me Licia, Licia dolce Licia, Teneramente Licia e Balliamo e cantiamo con Licia
- Marco Bellavia in Arriva Cristina (dialoghi) e Cristina (dialoghi)
- Jason David Frank in Power Rangers e Power Rangers Zeo
- Russel Lawrence in Power Rangers Lost Galaxy
- Christopher Keene Kelly in La signora del West
- Manuel Bandera in Una vita
- Raajeev Aggerwhil in 100 cose da fare prima del liceo
- Robert Gant in Tredici
- Koen De Sutter in Tabula Rasa
- Kent Shocknek in The Purge

### Serie animate
- Wiper, Bellamy, Portuguese D. Ace (2° voce, solo nell'episodio 325), Puzzle, Barone Tamago e Rock in One Piece
- Ioria del Leone in I Cavalieri dello zodiaco (ep. 36-41, 53-59), I Cavalieri dello zodiaco - Saint Seiya - Hades, Saint Seiya - I Cavalieri dello zodiaco (serie 2019), I Cavalieri dello zodiaco - Saint Seiya: Soul of Gold
- Julian Kedives/Nettuno in I Cavalieri dello zodiaco, I Cavalieri dello zodiaco - Saint Seiya - Hades
- Sirio il Dragone (ep. 6-7), Gemini (ep. 98) in I Cavalieri dello zodiaco
- Gaston in Berserk
- Satomi in Kiss Me Licia
- Tsuzuki in La stirpe delle tenebre
- Orochimaru in Naruto, Naruto: Shippuden
- Spada d'Argento in Sceriffi delle stelle
- Questar in Dino Riders
- Bucky O'Hare in Universi paralleli per Bucky O'Hare
- Justin Steele/Principe della Luce in Skeleton Warriors
- Aquila Bianca in Una porta socchiusa ai confini del sole
- Gesù in Messaggeri coraggiosi - Un passo dopo l'altro sulle strade di Gesù
- Archibald in Archibald, il koala investigatore
- Heihachi Hayashida in Samurai 7
- Hideaki Sanada in Platinumhugen Ordian
- Dr. Sakon in Gaiking - Legend of Daiku-Maryu
- Sebastian in Tommy la stella dei Giants
- Hugue de Watteau in Trinity Blood
- Pierre in Siamo quelli di Beverly Hills
- Shinsuke Maki in Future GPX Cyber Formula
- Shapiro Keats in Dancouga
- Greed in Fullmetal Alchemist: Brotherhood
- Kim in Prendi il mondo e vai
- Lord Glenn in Silver Surfer
- Willy Ousu in Hilary
- Ricky in Questa allegra gioventù
- Ivano in A tutto gas
- C-17 in Dragon Ball GT
- Generale Blue in Dragon Ball
- Mikiyasu Shinshi in Patlabor
- Mitsuru Hayakawa in Orange Road
- Tristan Taylor in Yu-Gi-Oh!
- Lyman Banner in Yu-Gi-Oh! GX
- Takashi Tsukishima in Kilari
- Andrea Cavalcanti in Il conte di Montecristo
- Luigi XV in Le Chevalier D'Eon
- Roger Baxter in Littlest Pet Shop
- Dale Myers in Blake sotto assedio!
- Superman in Batman of the Future
- Jazz in Transformers: Robots in Disguise
- Dead End in Transformers: Cyberverse
- Henpeita Takechi, Yamada e arbitro della sfida tra clan Ketsuno e clan Shirino in Gintama
- Silver Wing (2001 e 2021) e Jackson in Shaman King
- Toshide Yura in A.I.C.O. Incarnation
- Hans, Stufa di ferro, personaggi vari in Le fiabe son fantasia
- Telecronista torneo nazionale in Haikyu!!
- Marchese Blumrush in Overlord
- Jackal e Grayson in Lupin III - Una storia senza fine
- Voce narrante in Vinland Saga (stagione 2)

### Videogiochi
- Jean-Guy Robiechauld in Call of Duty 3 (2006)[1]
- APC e Voce fuori campo in Command & Conquer 3: Tiberium Wars (2007)[2]
- Sirius Black in Harry Potter e l'Ordine della Fenice (2007)[3]
- Consigliere Laiel Sparatus e Cap. Ventralis in Mass Effect (2007)[4]
- J.A.R.V.I.S in Iron Man (2008)[5]
- Hammet in Alone in the Dark (2008)[6]
- Vice Presidente in Command & Conquer: Red Alert 3 (2008)[7]
- Senatore Pat Geary in Il padrino II (2009)[8]
- Juarez in Call of Juarez: Bound in Blood (2009)[9]
- Edward Buck in Halo 3: ODST (2009),[10] Halo: Reach (2010)[11] e Halo 5: Guardians (2015)[12]
- Checco Orsi in Assassin's Creed II (2009)[13]
- Vladimir Makarov in Call of Duty: Modern Warfare 2 (2009)[14] e Call of Duty: Modern Warfare 3 (2011)[15]
- Il maggiordomo di Norman Jayden in Heavy Rain (2010)[16]
- Ken in Mass Effect 2 (2010)[17]
- Karass in StarCraft II (2010)
- Buttafuori in GoldenEye (2010)[18]
- Zeke Sanders in Deus Ex: Human Revolution (2011)[19]
- Overlord in Call of Duty: Modern Warfare 3 (2011)
- Eddie/Edward in The Darkness II (2012)[20]
- Ammiraglio Steven Hackett in Mass Effect 3 (2012)[21]
- Itherael in Diablo III (2012)[22] e Diablo III: Reaper of Souls (2014)[22]
- Sir Hammerlock in Borderlands 2 (2012)[23], Borderlands: The Pre-Sequel (2014)[24] e Borderlands 3 (2019)[25]
- Woodes Rogers in Assassin's Creed IV: Black Flag (2013)[26]
- Gilbert in Bloodborne (2015)[27]
- Crawford Starrick in Assassin's Creed: Syndicate (2015)[28]
- Travis Miles in Fallout 4 (2015)[29]
- Tibor Sokol in Deus Ex: Mankind Divided (2016)[30]
- Remy Duvall in Mafia III (2016)
- Zenyatta in Overwatch (2016),[31] Overwatch 2 (2022)[32]
- Annunciatore Multiplayer in Call of Duty: Infinite Warfare (2016)
- Personaggi vari in Horizon Zero Dawn (2017)
- Dottor Strange e Spider-Man 2099 in LEGO Marvel Super Heroes 2 (2017)
- Dr. Strange in Marvel Dimension of Heroes (2019)[33]
- Kamarov in Call of Duty: Modern Warfare (2019)[34]
- Giudice Wyman in The Dark Pictures: Little Hope (2020)[35]
- Franz Kraus in Call of Duty: Black Ops Cold War (2020)[36]
- Canto Tragico e Birstan in Assassin's Creed: Valhalla (2020)[37]
- Hratli in Diablo II: Resurrected (2021)[38]
- Jean in FIFA 22 (2021)[39]
- Dott. Henry Wu in Jurassic World Evolution 2 (2021)[40]
- Voce narrante in My Friend Peppa Pig (2021)[41]
- Rufus, Andy e Lars in Wavetale (2021)[42]
- Ulvund in Horizon Forbidden West (2022)[43]
- C-3PO e Ki-Adi-Mundi in LEGO Star Wars: La saga degli Skywalker (2022)[44]
- Augie e Fosco in Mario + Rabbids Sparks of Hope (2022)[45]
- Mefisto in Diablo IV (2023)[46]
- Wasif Al-Turki in Assassin's Creed Mirage (2023)[47]
- Sean Keanan e Alan in Dead Rising Deluxe Remaster (2024)[48]
- Firefly, O’Neil e Pinkerton in Batman: Arkham Shadow[49] (2024)

### Mediometraggi
- Triceratocop in Kung Fury